# Société des Transports de l'Agglomération Nazairienne
La Société des Transports de l'Agglomération Nazairienne, spesso abbreviata con l'acronimo STRAN, è l'azienda che svolge il servizio di trasporto pubblico nei 10 comuni che costituiscono l'agglomerato urbano di Saint-Nazaire, città francese situata all'estuario della Loira.

## Esercizio e parco aziendale
La STAN occupa circa 250 persone e dispone esclusivamente di autobus, distribuiti in 20 linee ordinarie, che trasportano quotidianamente 14.300 passeggeri. Le vetture hanno livrea giallo-grigia (servizio urbano) o azzurra (servizio interurbano).